# Karl Lenggenhager
Karl Lenggenhager (* 19. April 1903 in Chur; † 25. Juli 1989 in Bern) war ein Schweizer Mediziner.

## Leben
Karl Lenggenhager absolvierte im Jahr 1928 ein medizinisches Staatsexamen mit anschliessender Promotion in Bern. Es folgten Weiterbildungen an der Berner Universitätsklinik und 1939 eine Tätigkeit als Privatdozent. 
Lenggenhager wirkte von 1942 bis 1971 als Ordinarius für Chirurgie an der Universität Bern. 
Er war mit Felizitas Hedwig Lenggenhager-Egger verheiratet. Sein Sohn Jürg wurde Musiker und Kunstmaler. 

## Werke (Auswahl)
- Ueber die hypoglykämische Wirkung des Schwefels. Selbstversuche. Bern 1928. (Diss. Med. Univ. Bern).
- Neue Tatsachen der Blutgerinnungslehre. B. Schwabe & Co., Basel 1940. (Auch In: Helvetica Medica Acta 7 (1940), Heft 3). (Habilitationsschrift Med. Univ. Bern).